# L'Extravagant Mr Ruggles
Pour le film de James Cruze, voir Ruggles of Red Gap (film, 1923).
Pour plus de détails, voir Fiche technique et Distribution.
L'Extravagant Mr Ruggles (Ruggles of Red Gap) est un film américain réalisé par Leo McCarey, sorti en 1935.
Le film est inscrit en 2014 au National Film Registry pour être conservé à la bibliothèque du Congrès.

## Synopsis
Paris en 1908. Ruggles est le valet de chambre anglais du comte de Burnstead. Lors d'une soirée arrosée, le comte joue au poker avec un couple d'américains et « perd » Ruggles. Le valet se voit bien malgré lui obligé de suivre les Floud, ses nouveaux patrons, aux États-Unis. Après le choc des cultures, il va prendre goût à l'égalité des conditions que lui propose la société américaine. 

## Fiche technique
- Titre : L'Extravagant Mr Ruggles
- Titre original : Ruggles of Red Gap
- Réalisation : Leo McCarey
- Scénario : Walter DeLeon, Harlan Thompson, Humphrey Pearson (en) (adaptation), d'après le roman Ruggles of Red Gap[2] de Harry Leon Wilson (en)
- Photographie : Alfred Gilks
- Musique : Ralph Rainger et Sam Coslow (lyrics)
- Décors : Hans Dreier et Robert Odell (en)
- Costumes : Travis Banton
- Montage : Edward Dmytryk
- Production : Arthur Hornblow Jr., Adolph Zukor
- Société de production : Paramount Pictures
- Pays d'origine :  États-Unis
- Format : Noir et blanc - 35 mm - 1,37:1 - Mono (Western Electric Noiseless Recording)
- Genre : Comédie
- Durée : 90 minutes
- Dates de sortie : 
  - États-Unis : 19 février 1935 (première), 8 mars 1935 (sortie nationale)
  - France : avril 1968

## Distribution
- Charles Laughton : Marmaduke « Bill » Ruggles
- Mary Boland : Effie Floud
- Charles Ruggles : Egbert Floud
- Zasu Pitts : Prunella Judson
- Roland Young : George Vane Bassingwell, le comte de Burnstead
- Leila Hyams : Nell Kenner
- Maude Eburne : 'Ma' Pettingill
- Lucien Littlefield : Charles Belknap-Jackson
- Leota Lorraine : Mme Belknap-Jackson
- James Burke : Jeff Tuttle
- Dell Henderson : Sam
- Clarence Wilson : Jake Henshaw

Acteurs non crédités :
- Ernie Adams : Plongeur
- Augusta Anderson : Mrs. Wallaby
- Harry Bernard : Harry, le barman
- Harry Bowen : Photographe
- George Burton
- Heinie Conklin
- Carrie Daumery : Une invitée d'Effie à Paris
- Sarah Edwards : Mme Myron Carey
- Charles Fallon : Serveur à Paris
- Brenda Fowler : Judy Ballard
- Willie Fung : Willie, un serviteur
- Armand Kaliz : Le vendeur de vêtements
- Lee Kohlmar : Geôlier de Red Gap
- Jack Norton
- Frank O'Connor
- Albert Petit : Serveur au Carrousel
- Victor Potel : Cowboy
- Frank Rice : Hank Adams (non crédité)
- Henry Roquemore
- Rolfe Sedan : Le barbier parisien
- Libby Taylor
- Jim Welch : Client du saloon

## Commentaire
- Si vous ne connaissez pas le sujet, laissez ce bandeau (vous pouvez alors contacter les auteurs).
- Si vous supprimez le contenu mis en cause (vous pouvez préalablement contacter les auteurs),

argumentez précisément cette suppression dans la page de discussion
(un manque de référence n'est pas un argument ; une recherche réelle de référence doit avoir été effectuée, être formellement documentée).
Dans son ouvrage De la démocratie en Amérique, Alexis de Tocqueville consacre un chapitre à une comparaison des rapports maîtres-domestiques respectivement chez les Britanniques et les Américains. Ce film de Leo McCarey peut être considéré comme une mise en image de cette comparaison.
Ruggles est habitué à la domesticité aristocratique, où une longue tradition unit une famille de domestiques à une famille de Lords, où les rapports sont réglés par des codes de l'honneur et par une intériorisation des règles. Aux États-Unis, il découvre une société égalitaire, démocratique, où les rapports des hommes sont réglés par le consentement. Le domestique est ici un simple salarié qui peut à tout moment rompre son contrat et qui reste donc toujours l'égal du maître. D'abord révolté par cette absence de hiérarchie sociale, le valet de chambre découvre petit à petit l'esprit de liberté qui souffle dans la société américaine. Le film est donc, dans son ensemble, un éloge de la démocratie américaine et de l'égalité des chances qu'elle offre à ses citoyens, éloge qui culmine lorsque Ruggles prononce le discours de Lincoln à Gettysburg.
Le film, dans sa version originale, illustre également la sentence de George Bernard Shaw :

« Anglais et Américains sont deux peuples séparés par la même langue ! »